# Nolana rostrata
Nolana rostrata es una de las 49 especies pertenecientes al género Nolana presentes en Chile, el cual corresponde a la familia de las solanáceas (Solanaceae). Esta especie en particular es una especie endémica que se encuentra distribuida exclusivamente en la zona norte de Chile, específicamente en la Región de Atacama y la Región de Coquimbo.

## Descripción
La Nolana rostrata se encuentra descrita como un subarbusto perenne, se presenta erecto y de forma rastrera, muy ramificado y cuyas ramas son muy delgadas, resinoso y viscoso, la base de sus tallos son gruesos y leñosos, las ramas poseen muchas hojas unilaterales. Su altura varía entre los 80 y 100 cm.
Se caracteriza por tener flores grandes pediceladas, el cáliz posee de 5 pétalos unidos con forma de campana o embudo o gamopétalas, posee lóbulos lineares cortos a linear lanceolados de forma desigual, presentando un margen revoluto, su corola puede presentar distintos colores desde el blanco hasta el azul, presentándose flores principalmente celestes con nervaduras poco marcadas, esta característica la diferencia de la Nolana filifolia. Los botones florales terminan en punta. La parte interior de la flor o garganta es de color blanco con el centro blanco y raramente de amarillo pálido, principal diferencia con la Nolana coelestis. Posee 5 estambres desiguales en tamaño de color blanco y anteras amarillas. Posee 5 a 6 ovarios que pueden albergar una semilla cada uno. 
Su fruto es un esquizocarpio que se presenta en 5 a 6 núculas aovadas con soldadura parcial o no dividido, y en caso de estarlo, las semillas pequeñas de color negro y de forma irregular.
A diferencia de otras especies de Nolana, según la morfología foliar de esta especie, las hojas son lineares subcilíndricas de 10 a 20 mm de longitud, sus hojas son muy resinosas y viscosas, principal diferencia de tamaño de las hojas con la Nolana filifolia que crece en sectores costeros y con la forma y densidad de las hojas de la Nolana coelestis.
Crece en terrenos planos y en laderas de cerros, tanto en sectores costeros como en valles interiores y expuesto a alta radiación solar. Crece desde los 100 hasta los 800 metros sobre el nivel del mar, común confundirla con la Nolana coelestis que posee más densidad de hojas.
En la región de Coquimbo florece en forma anual normalmente en el mes de septiembre y octubre, mientras que en la región de Atacama su floración es más esporádica y principalmente dependiente de lluvias que no superan los 100 mm al año. Es una especie resistente al estrés hídrico, pero no es resistente a las heladas. Habita en un clima de rusticidad USDA equivalente a zonas 10 y 11.

## Nombres vernáculos
Esta especie es conocida comúnmente como 'suspiro azul' simplemente 'suspiro'.

## Importancia
Constituye una de las flores emblemáticas que aparecen durante la floración del fenómeno denominado Desierto florido
Es considerada un a planta con un alto potencial ornamental.

## Amenazas
Una de las principales amenazas de esta especie la constituyen factores antrópicos como la urbanización y ocupación del borde costero, la actividad minera y últimamente por los más de 20.000 turistas que llegan a visitar el área del desierto florido durante los meses de floración y por el paso de vehículos durante competencias deportivas.